# Jugendwort des Jahres (Deutschland)
Das Jugendwort des Jahres ist ein Wort, das ab 2008 jährlich von einer Jury unter der Leitung des Langenscheidt-Verlags, der seit 2019 zu Pons (Klett Gruppe) gehört, ausgewählt wurde. 2019 fiel die Wahl aus, seit 2020 kann das Jugendwort von jedem gewählt werden.

## Auswahlprozess
Im Internet können Vorschläge für das Jugendwort des Jahres eingereicht werden. Diese Einreichungen werden in einem mehrstufigen Verfahren eingegrenzt. Über das Jugendwort des jeweiligen Jahres wird zuerst in einer Top-10-Liste und letztendlich in einer Top-3-Liste abgestimmt, wobei jeder auf der Internetseite des Langenscheidt-Verlages abstimmen kann.

## Geschichte
Mit der Wahl zum Jugendwort des Jahres wirbt der Langenscheidt-Verlag jedes Jahr für sein Lexikon 100 Prozent Jugendsprache. Nachdem im Frühjahr 2019 der Verlag von Pons übernommen worden war, wurde für 2019 kein Jugendwort des Jahres gekürt, da das Lexikon „in keinem vernünftigen Zustand“ gewesen sei. Nachdem zunächst unklar war, ob das Konzept fortgesetzt wird, fand im Jahr 2020 erneut eine Wahl zum Jugendwort des Jahres statt.
Das Ergebnis der 15. Jugendwort-Wahl wurde 2023 erstmals vor Publikum bekanntgegeben. Langenscheidt organisierte dazu eine 50-minütige Veranstaltung auf der Frankfurter Buchmesse vor mehreren hundert Zuschauern mit Videoeinspielungen und einer Podiumsdiskussion mit Frankfurter Professoren und den Marketingverantwortlichen von Langenscheidt. Das Siegerwort wurde vom Poetry-Slammer Sebastian Rabsahl in einem mehrminütigen Gedicht verkündet.

## Liste der Jugendwörter
| Jahr | Platzierung                     | Jugendwort des Jahres           | Erklärung |
| ---- | ------------------------------- | ------------------------------- | --- |
| 2008 | 1. Platz                        | Gammelfleischparty              | Party für Menschen über 30 Jahren, Ü30-Party |
| 2008 | 2. Platz                        | Bildschirmbräune                | Blässe von Computerfreaks |
| 2008 | 3. Platz                        | unterhopft sein                 | Lust auf Bier haben |
| 2009 | 1. Platz                        | hartzen                         | Arbeitslos sein, „rumhängen“ |
| 2009 | 2. Platz                        | bam                             | Variante von „cool“ |
| 2009 | 3. Platz                        | Bankster                        | Kombination aus Banker und Gangster |
| 2010 | 1. Platz                        | Niveaulimbo                     | Ständiges Absinken des Niveaus, aus dem Ruder laufende Partys und sinnlose Gespräche |
| 2010 | 2. Platz                        | Arschfax                        | Unterhosenetikett, das hinten aus der Hose hängt |
| 2010 | 3. Platz                        | Egosurfen                       | Seinen eigenen Namen in Suchmaschinen im Internet eingeben |
| 2011 | 1. Platz                        | Swag                            | Beneidenswerte, lässig-coole Ausstrahlung |
| 2011 | 2. Platz                        | (epic) fail                     | Grober Fehler, misslungenes Vorhaben, Versagen, riesiger Fehler |
| 2011 | 3. Platz                        | guttenbergen                    | Abschreiben |
| 2012 | 1. Platz                        | YOLO                            | Abkürzung von „you only live once“; Aufforderung, eine Chance zu nutzen |
| 2012 | 2. Platz                        | FU!                             | Vom englischen „Fuck you“: 1. Scheiße, 2. Fick dich! |
| 2012 | 3. Platz                        | Yalla!                          | Aus dem Arabischen: Los! Beeil dich! Lass uns gehen! Verschwinde! |
| 2013 | 1. Platz                        | Babo                            | Boss, Anführer, Chef |
| 2013 | 2. Platz                        | fame                            | Berühmt, toll, super |
| 2013 | 3. Platz                        | gediegen                        | Super, cool, lässig |
| 2014 | 1. Platz                        | Läuft bei dir                   | Wenn jemand Erfolg oder Glück hat. „Du hast es drauf!“, cool, krass; wird auch ironisch genutzt |
| 2014 | 2. Platz                        | Gönn dir!                       | Viel Spaß dabei! |
| 2014 | 3. Platz                        | Hayvan                          | Aus dem Arabischen und Türkischen: Tier, Vieh, Lümmel |
| 2015 | 1. Platz                        | Smombie                         | Ein Kofferwort aus Smartphone und Zombie. Beschreibt Menschen, die durch ihr Smartphone so stark abgelenkt sind, dass sie ihre Umgebung kaum noch wahrnehmen. |
| 2015 | 2. Platz                        | merkeln                         | Abgeleitet von Angela Merkels Regierungsstil; nichts tun, keine Entscheidung treffen |
| 2015 | 3. Platz                        | rumoxidieren                    | Chillen, entspannen, abhängen; quasi nur atmen (Sauerstoff aufnehmen) |
| 2016 | 1. Platz                        | fly sein                        | Etwas oder jemand geht besonders ab |
| 2016 | 2. Platz                        | bae                             | before anyone/anything else, Bezeichnung für beste Freundin o. ä. |
| 2016 | 3. Platz                        | isso                            | „Es ist so“, Zustimmung, Bekräftigung |
| 2017 | 1. Platz                        | I bims                          | „Ich bin’s“ (in der sog. Vong-Sprache) |
| 2017 | 2. Platz                        | napflixen                       | Nickerchen während eines Filmes; Kofferwort aus dem Englischen to nap (ein Nickerchen machen) und Netflix |
| 2017 | 3. Platz                        | tinderjährig                    | Alt genug sein, um Tinder nutzen zu dürfen; Ähnlichkeit zu minderjährig |
| 2018 | 1. Platz                        | Ehrenmann / Ehrenfrau           | Mann/Frau, den/die eine ehrenhafte Gesinnung und Handlungsweise auszeichnet bzw. etwas Tolles, Gutes oder Besonderes für jemanden getan hat |
| 2018 | 2. Platz                        | glucosehaltig                   | Süß; Glucose als Grundlage von Zucker, i. S. v. „zuckerhaltig“ |
| 2018 | 3. Platz                        | verbuggt                        | Fehlerhaft, von englisch bug = Wanze, Ungeziefer (i. S. v. Programmfehler); Verwendung: „Du bist sau [= sehr/stark] verbuggt“, „Das Spiel ist total verbuggt“ |
| 2019 | Im Jahr 2019 fiel die Wahl aus. | Im Jahr 2019 fiel die Wahl aus. | Im Jahr 2019 fiel die Wahl aus. |
| 2020 | 1. Platz                        | lost                            | Ahnungslos, verloren, verirrt, von englisch lost = verloren, verschollen, verirrt; Verwendung: „Du bist / ich bin total lost“ |
| 2020 | 2. Platz                        | cringe                          | Bezeichnung für etwas Peinliches, eine Situation oder Handlung einer Person, für die man sich fremdschämt; von englisch to cringe = zurückschrecken, erschaudern                                                                                                  |
| 2020 | 3. Platz                        | wild/wyld                       | Bezeichnung für eine Situation oder Handlung, die „zu wild“ ist und starke Emotionen auslöst, meint auch verrückt oder etwas Besonderes; von englisch wild = wild, ungezügelt, ausgelassen                                                                        |
| 2021 | 1. Platz                        | cringe                          | Bezeichnung für etwas Peinliches, eine Situation oder Handlung einer Person, für die man sich fremdschämt; von englisch to cringe = zurückschrecken, erschaudern                                                                                                  |
| 2021 | 2. Platz                        | sus                             | Zustimmung, dass ein benannter Sachverhalt oder eine Situation verdächtig (englisch suspicious bzw. deutsch suspekt) ist. Ursprung ist wahrscheinlich das Online-Spiel Among Us.                                                                                  |
| 2021 | 3. Platz                        | sheesh                          | Mit dem Ausruf „Sheesh“ wird Erstaunen, Erschrecken oder auch „Genervtsein“ zum Ausdruck gebracht. Die enthaltene Emotion ist stark abhängig vom Kontext. Die Herkunft ist nicht sicher, vermutet wird unter anderem eine Abwandlung von „Jeez“, d. h. von Jesus. |
| 2022 | 1. Platz                        | smash                           | Mit jemandem etwas anfangen, jemanden attraktiv finden; umgangssprachlich „mit jemandem Sex haben“; von englisch to smash = zertrümmern |
| 2022 | 2. Platz                        | bodenlos                        | Kontextabhängig, kann sowohl für ein negatives als auch positives Verhalten benutzt werden. |
| 2022 | 3. Platz                        | Macher                          | Ein „Macher“ ist jemand, der Dinge ohne Zögern umsetzt. |
| 2023 | 1. Platz                        | goofy                           | Tollpatschige, alberne Person oder Verhaltensweise, die andere amüsiert. |
| 2023 | 2. Platz                        | Side Eye                        | Englisch für „Seitenblick“; wird genutzt, um Verachtung oder Missbilligung auszudrücken. |
| 2023 | 3. Platz                        | NPC                             | Abkürzung für „Non-Player-Character“; bezeichnet einen sich sehr passiv verhaltenden Menschen (in einer Gruppe). |
| 2024 | 1. Platz                        | Aura                            | Bezieht sich (oft scherzhaft) auf die Ausstrahlung, das Charisma oder den Status einer Person. |
| 2024 | 2. Platz                        | Talahon                         | Abgeleitet aus dem Arabischen; Bezeichnung für Personen mit stereotypen Merkmalen oder Verhaltensweisen, meist auf junge Männer mit arabischem Migrationshintergrund bezogen.                                                                                     |
| 2024 | 3. Platz                        | Schere                          | „Die Schere heben“ steht in der Gamerszene für ein Schuldeingeständnis oder Bekenntnis. |

## Rezeption

### Allgemein
An der Aktion „Jugendwort des Jahres“ wird kritisiert, dass sie vom Veranstalter Langenscheidt zu kommerziellen Werbezwecken etabliert wurde. Darüber hinaus wird bezweifelt, dass Jugendliche tatsächlich den „Jugendwörtern“ entsprechend reden – zumal an der Abstimmung zum jährlichen Jugendwort nicht nur Jugendliche, sondern Internetnutzer aller Altersgruppen teilnehmen können.
Die Gesellschaft für deutsche Sprache (GfdS) bezeichnet die Wahl als schöne Idee. Der Leiter der GfdS-Sprachberatung, Lutz Kuntzsch, sagte aber auch: „Das Ganze ist ein Sprachspiel. Ich würde daraus nicht ableiten, dass die Jugend tatsächlich so spricht.“
Wolfgang Gaiser vom Deutschen Jugendinstitut kritisiert: „Das hat wohl eher was mit Verlagsmarketing zu tun als mit Sozialforschung über das, was Jugendliche sprechen, über das, was Jugendliche denken. Mit solchen Spielereien Aufmerksamkeit für Verlagsprodukte zu erzielen und Leserschaften zu binden, ist ein geschickter Marketing-Gag. […] Wenn Spaßformulierungen herausgehoben werden, als ob sie das Sprach- und Denkniveau der Jugend heute wären, verzerrt dies das Bild über die Jugend von heute.“

### 2009
Das Wort „hartzen“ wurde kritisiert, da es Arbeitslosen unterstelle, faul zu sein und freiwillig auf Kosten des Staates zu leben.

### 2015
Der Begriff „Alpha-Kevin“, Synonym für „den Dümmsten von allen“, wurde aus der Abstimmung genommen, da Namensträger und somit reale Personen nicht diskriminiert werden sollten. Die tatsächliche Existenz des Jugendwortes „Smombie“ in der Jugendsprache wurde von Journalisten bezweifelt, da dieses Wort vor der Nominierung zur Wahl des Jugendwortes des Jahres noch nicht im Internet vorkam. Es wurde spekuliert, dass es sich um eine Erfindung des Langenscheidt-Verlages handeln könnte.

### 2020
Nachdem der Langenscheidt-Verlag sich 2019 entschieden hatte, kein Jugendwort des Jahres zu küren, war die Aktion im Jahre 2020 wieder zurück. Diesmal sollte auf die Kritik reagiert werden, indem der jungen Community selbst möglichst viel Mitspracherecht gegeben wurde. Auf der Website des Langenscheidt-Verlages durften frei Begriffe zur Wahl eingereicht werden. Die Reddit-Community /r/ich_iel nutzte diese Chance und reichte unter anderem das Wort „Hurensohn“ ein. Basierend auf dem dort beliebten Meme „Sprich Deutsch, du Hurensohn“ engagierten sich die Nutzer dafür, „Hurensohn“ zum Jugendwort 2020 zu machen.
Langenscheidt sah sich schließlich gezwungen, auf die massenhaften Einreichungen zu reagieren. In einer Stellungnahme auf Instagram erklärte der Verlag, „Hurensohn“ sei als Jugendwort des Jahres ungeeignet, da man „Begriffe dieser Kategorie nicht unterstützen“ wolle. Das Wort solle jedoch in ein Lexikon der Jugendsprache aufgenommen werden, das im Oktober 2020 erscheinen sollte.